# Kyoto Railway Museum
Le Kyoto Railway Museum (京都鉄道博物館, Kyōto Tetsudō Hakubutsukan), anciennement Umekoji Steam Locomotive Museum (梅小路蒸気機関車館, Umekōji Jōkikikansha-kan), est un musée ferroviaire situé dans l'arrondissement de Shimogyō-ku à Kyoto, au Japon.
Le musée est la propriété de la West Japan Railway Company (JR West).

## Histoire
Le musée original, Umekoji Steam Locomotive Museum, est inauguré en 1972, et devient après rénovation et agrandissement le Kyoto Railway Museum en 2016.

## Machines exposées
En avril 2016, un total de 53 machines étaient exposées dans le musée,.

### Locomotives à vapeur

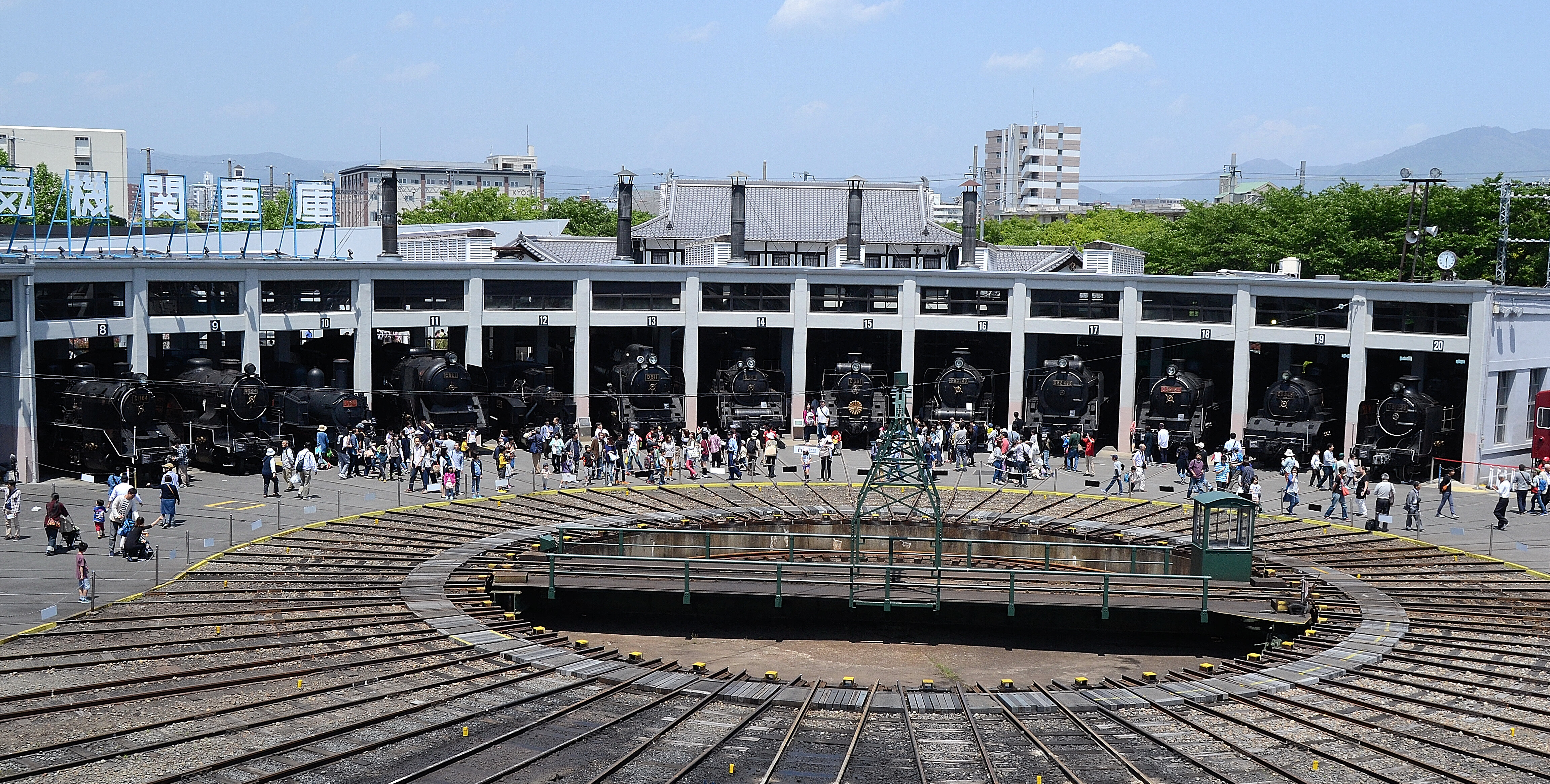
La rotonde des locomotives à vapeur en mai 2016

| Type            | Numéro  | Constructeur             | Année de construction | Lieu d'exposition |
| --------------- | ------- | ------------------------ | --------------------- | ----------------- |
| JGR Classe 7100 | 7105    | H.K. Porter (Etats-Unis) | 1880                  | Rotonde           |
| JNR Classe 1800 | 1801    | Kitson (Royaume-Uni)     | 1881                  | Salle principale  |
| JNR Classe 1070 | 1080    | Dubs (Royaume-Uni)       | 1901                  | Rotonde           |
| JNR Classe 230  | 233     | Kisha Seizo              | 1903                  | Salle principale  |
| JNR Classe 8620 | 8630    | Kisha Seizo              | 1914                  | Rotonde           |
| JNR Classe 9600 | 9633    | Kawasaki                 | 1914                  | Rotonde           |
| JNR Classe D50  | D50 140 | Hitachi                  | 1926                  | Rotonde           |
| JNR Classe C51  | C51 239 | Kisha Seizo              | 1927                  | Rotonde           |
| JNR Classe C53  | C53 45  | Kisha Seizo              | 1928                  | Rotonde           |
| JNR Classe C11  | C11 64  | Kawasaki                 | 1935                  | Rotonde           |
| JNR Classe C55  | C55 1   | Kawasaki                 | 1935                  | Rotonde           |
| JNR Classe D51  | D51 1   | Kawasaki                 | 1936                  | Rotonde           |
| JNR Classe C57  | C57 1   | Kawasaki                 | 1937                  | Rotonde           |
| JNR Classe D51  | D51 200 | JNR Hamamatsu            | 1938                  | Rotonde           |
| JNR Classe C58  | C58 1   | Kisha Seizo              | 1938                  | Rotonde           |
| JNR Classe C56  | C56 160 | Kawasaki                 | 1939                  | Rotonde           |
| JNR Classe B20  | B20 10  | Tateyama                 | 1946                  | Rotonde           |
| JNR Classe D52  | D52 468 | Mitsubishi               | 1946                  | Rotonde           |
| JNR Classe C59  | C59 164 | Hitachi                  | 1946                  | Rotonde           |
| JNR Classe C62  | C62 1   | Hitachi                  | 1948                  | Rotonde           |
| JNR Classe C62  | C62 2   | Hitachi                  | 1948                  | Rotonde           |
| JNR Classe C61  | C61 2   | Mitsubishi               | 1948                  | Rotonde           |
| JNR Classe C62  | C62 26  | Kawasaki                 | 1948                  | Promenade         |

### Locomotives diesel
| Type        | Numéro   | Constructeur | Année de construction | Lieu d'exposition | Commentaires        |
| ----------- | -------- | ------------ | --------------------- | ----------------- | ------------------- |
| Classe DD54 | DD54 33  | Mitsubishi   | 1971                  | Promenade         |                     |
| Classe DD51 | DD51 756 | Hitachi      | 1972                  | Salle principale  |                     |
| Classe 912  | 912-63   |              |                       | Salle principale  | Seulement la cabine |

### Locomotives électriques

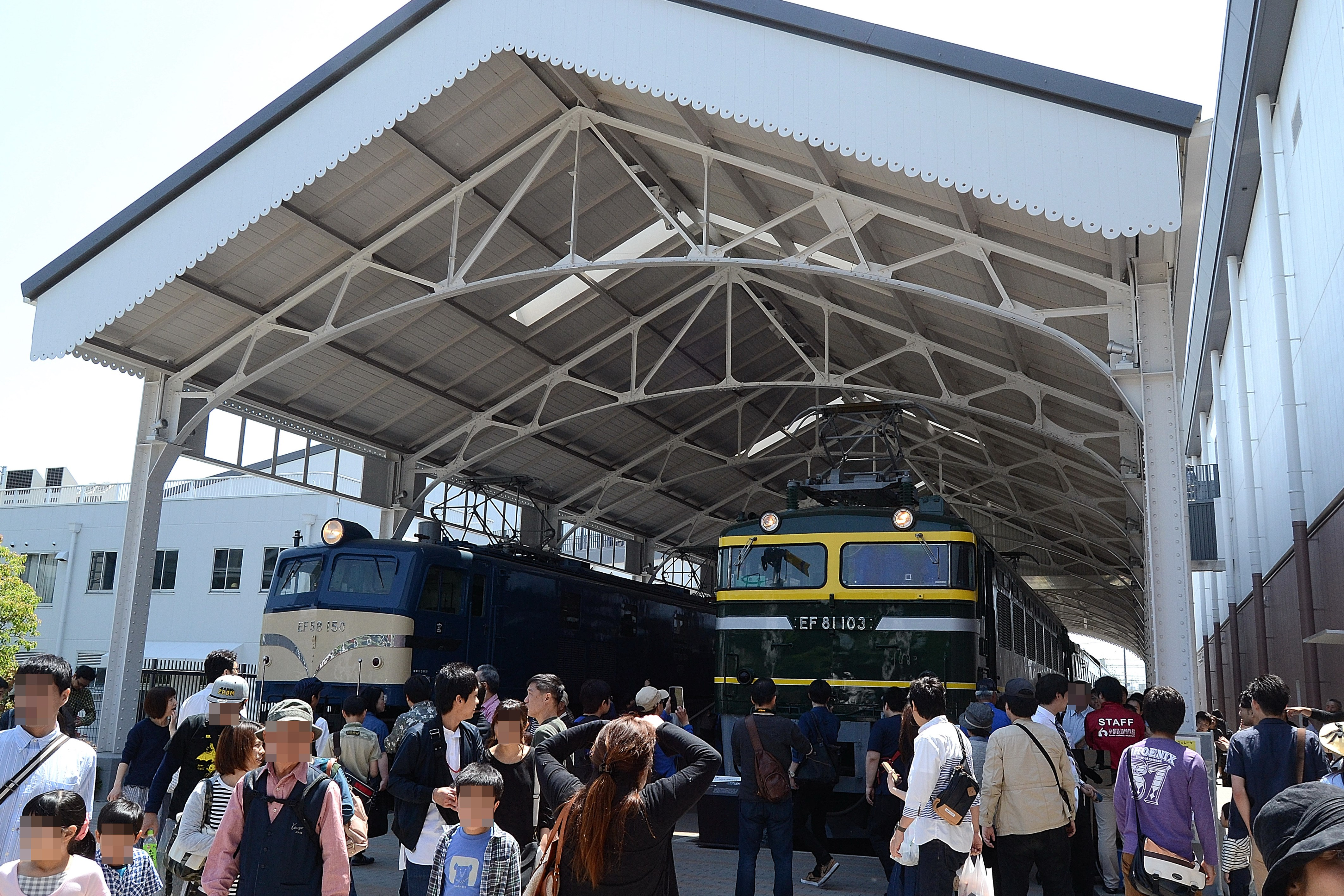
EF58 150 (gauche) et EF81 103 (droite) dans la Twilight Plaza en mai 2016

| Type        | Numéro   | Constructeur         | Année de construction | Lieu d'exposition | Commentaires            |
| ----------- | -------- | -------------------- | --------------------- | ----------------- | ----------------------- |
| Classe EF52 | EF52 1   | Hitachi              | 1928                  | Salle principale  | Livrée marron           |
| Classe EF58 | EF58 150 | Tokyo Shibaura Denki | 1958                  | Twilight Plaza    | Livrée bleue            |
| Classe EF65 | EF65 1   | Kawasaki             | 1965                  | Twilight Plaza    | Livrée bleue            |
| Classe EF81 | EF81 103 | Hitachi              | 1974                  | Twilight Plaza    | Livrée Twilight Express |
| Classe EF66 | EF66 35  | Toyo Denki/Kawasaki  | 1974                  | Salle principale  | Livrée bleue            |

### Shinkansen

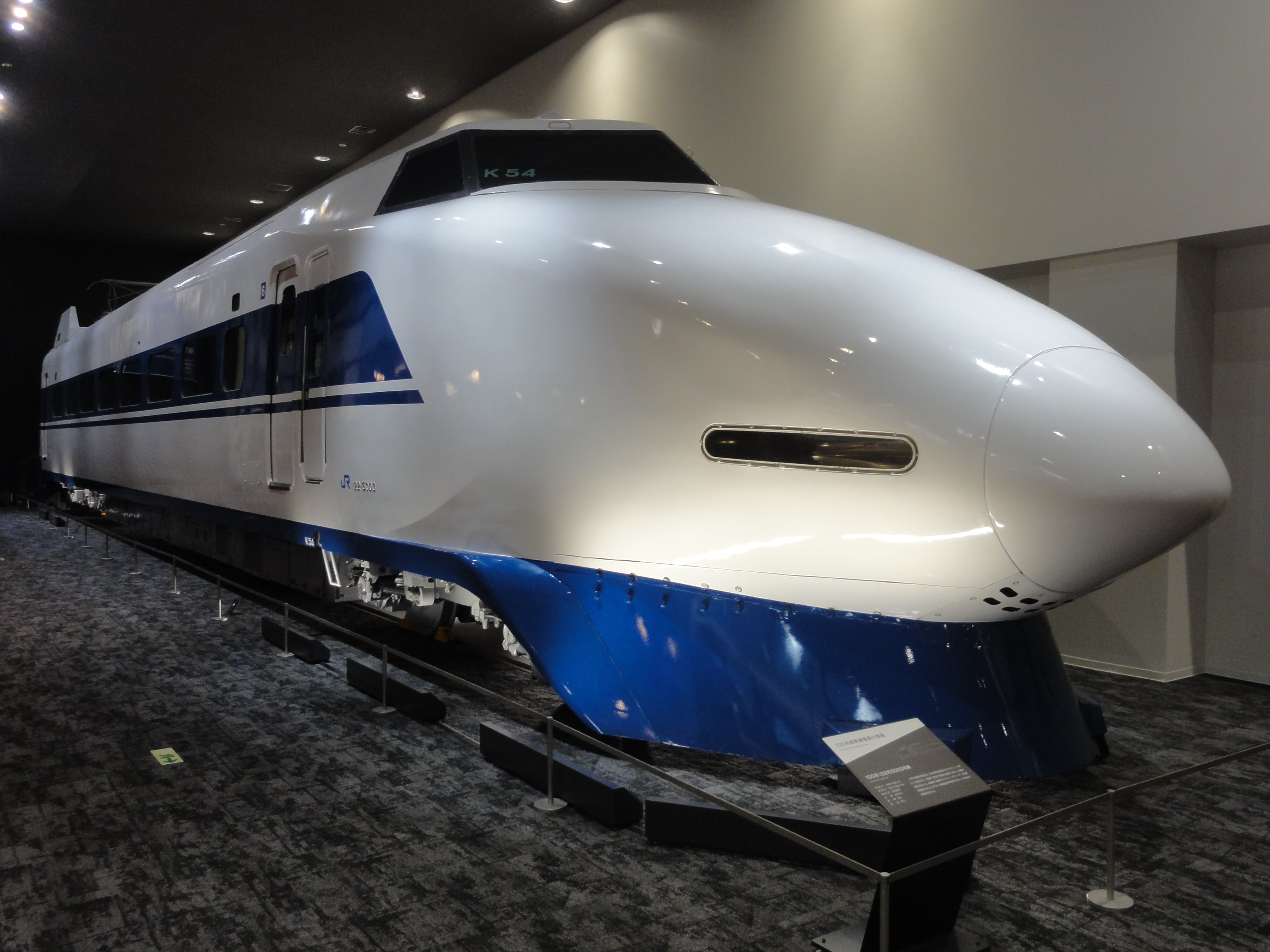
Voiture 122-5003 d'un Shinkansen série 100 dans la salle principale en mai 2016

| Type      | Numéro   | Constructeur              | Année de construction | Lieu d'exposition |
| --------- | -------- | ------------------------- | --------------------- | ----------------- |
| Série 0   | 21-1     | Nippon Sharyo             | 1964                  | Promenade         |
| Série 0   | 16-1     | Nippon Sharyo             | 1964                  | Promenade         |
| Série 0   | 35-1     | Nippon Sharyo             | 1964                  | Promenade         |
| Série 0   | 22-1     | Nippon Sharyo             | 1964                  | Promenade         |
| Série 100 | 122-5003 | Hitachi                   | 1989                  | Salle principale  |
| Série 500 | 521-1    | Kawasaki Heavy Industries | 1996                  | Salle principale  |

### EAE

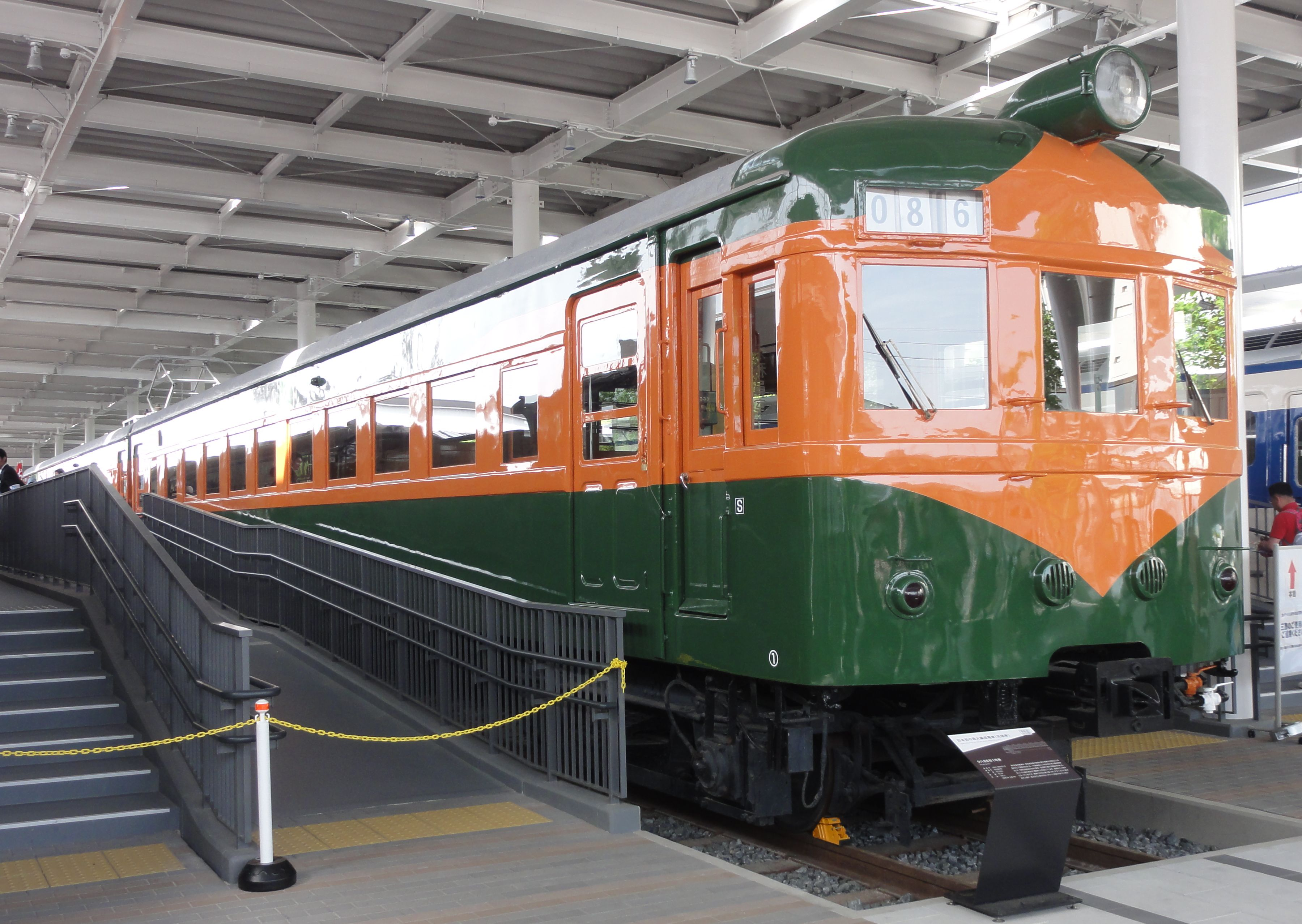
Voiture KuHa 86001 d'une rame série 80 en mai 2016

| Type      | Numéro        | Constructeur  | Année de construction | Lieu d'exposition | Commentaires                  |
| --------- | ------------- | ------------- | --------------------- | ----------------- | ----------------------------- |
| Série 80  | KuHa 86001    | Hitachi       | 1950                  | Promenade         | Livrée Shōnan verte et orange |
| Série 80  | MoHa 80001    | Hitachi       | 1950                  | Promenade         | Livrée Shōnan verte et orange |
| Série 103 | KuHa 103-1    | Nippon Sharyo | 1963                  | Promenade         | Livrée orange                 |
| Série 581 | KuHaNe 581-35 | Hitachi       | 1968                  | Salle principale  |                               |
| Série 489 | KuHa 489-1    | Tokyu Car     | 1971                  | Salle principale  |                               |

### EAD
| Type          | Numéro    | Constructeur | Année de construction | Lieu d'exposition |
| ------------- | --------- | ------------ | --------------------- | ----------------- |
| KiHa série 81 | KiHa 81-3 | Kinki Sharyo | 1960                  | Salle principale  |

### Voitures

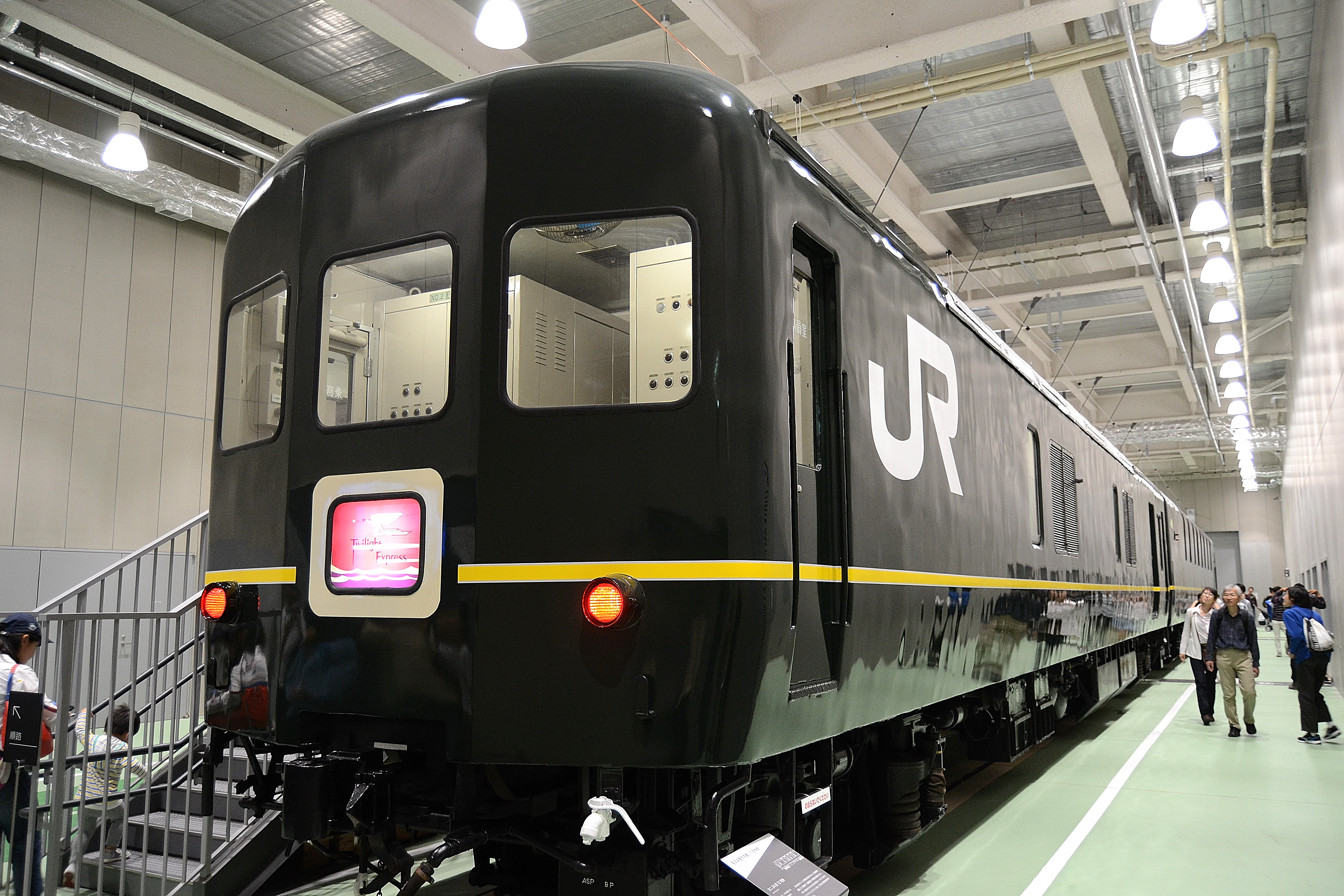
Ancien wagon générateur KaNi 24-12 et voiture OHa 25-551 du Twilight Express, dans la salle principale en mai 2016

| Type        | Numéro          | Constructeur  | Année de construction | Lieu d'exposition | Commentaires            |
| ----------- | --------------- | ------------- | --------------------- | ----------------- | ----------------------- |
| SuShi 28    | SuShi 28 301    | Nippon Sharyo | 1933                  | Promenade         | Livrée marron           |
| MaRoNeFu 59 | MaRoNeFu 59 1   | Kisha Seizo   | 1955                  | Salle principale  | Livrée marron           |
| OHa 46      | OHa 46 13       | Nippon Sharyo | 1933                  | Promenade         | Livrée marron           |
| Série 20    | Nashi 20 24     | Nippon Sharyo | 1970                  | Promenade         | Livrée bleue            |
| Série 24    | ORoNe 24 4      | Hitachi       | 1972                  | Twilight Plaza    | Livrée bleue            |
| Série 50    | OHaFu 50 68     | Niigata Tekko | 1977                  | Rotonde           | Livrée rouge            |
| Série 24    | Sushi 24-1      |               | 1988                  | Twilight Plaza    | Livrée Twilight Express |
| Série 24    | SuRoNeFu 25-501 |               | 1989                  | Twilight Plaza    | Livrée Twilight Express |
| Série 24    | OHa 25-551      |               | 1989                  | Salle principale  | Livrée Twilight Express |
| Série 24    | KaNi 24-12      |               | 1975                  | Salle principale  | Livrée Twilight Express |

### Wagons de fret
| Type      | Numéro    | Constructeur    | Année de construction | Lieu d'exposition | Commentaires      |
| --------- | --------- | --------------- | --------------------- | ----------------- | ----------------- |
| WaMu 3500 | WaMu 7055 | Nippon Sharyo   | 1917                  | Salle principale  | Livrée noire      |
| Yo 5000   | Yo 5008   | Kawasaki Sharyo | 1959                  | Salle principale  | Livrée vert clair |